# Mustafa Korkmaz
Mustafa Korkmaz, né le 18 janvier 1988, est un joueur néerlandais d'origine turque de basket-ball en fauteuil roulant, classé 3.0 point player (en). 
Il est membre de l'équipe des Pays-Bas de basket-ball en fauteuil roulant et joue actuellement pour le club turc de Galatasaray SK.